# Jeff Shaara
Jeffrey M. Shaara est un écrivain américain. Il est le fils du vainqueur du prix Pulitzer dénommé Michael Shaara.

## Biographie
Jeffrey Shaara est né en 1952 à New Brunswick (New Jersey). Il grandit à Tallahassee (Floride) et il fut diplômé en criminologie à l'université d'État de Floride en 1974.
Il est à l'origine des livres Gods and Generals et The Last Full Measure qui sont les histoires racontant l'avant et l'après histoire du roman de son père The Killer Angels qui remporta le prix Pulitzer. Il écrivit également de nombreux romans de fictions et des livres relatifs à la guerre d'indépendance des États-Unis. Dernièrement, son travail s'est orienté sur une trilogie relative à la seconde guerre mondiale. Le premier livre (The Rising Tide sortit en 2006) traite de l'Europe et de l'Afrique du nord, le second dénommé "The Steel Wave" (2008) traite de la bataille du Pacifique alors que le troisième traitera de la guerre de Corée.

## Adaptations au cinéma
Le livre de son père Michael Shaara, The Killer Angels, fut adapté au cinéma sous le titre Gettysburg par Ronald F. Maxwell en 1993.
Son livre Gods and Generals fut, lui, porté au cinéma en 2003 sous le même titre.

## Œuvres

### Romans
- Gods and Generals (1996) – Guerre de Sécession (1861-1865), Trilogie 1/3
- The Killer Angels* (1974) - Guerre de Sécession (1861-1865), Trilogie 2/3
- The Last Full Measure (1998) - Guerre de Sécession (1861-1865), Trilogie 3/3
- Gone for Soldiers (2000) – Guerre États-Unis–Mexique (1848)
- Rise to Rebellion (2001) – Guerre d'indépendance
- The Glorious Cause (2002) – Guerre d'indépendance (1776-1779)
- To the Last Man (2004) – Première guerre mondiale (1914-1918)
- The Rising Tide (2006) – Seconde guerre mondiale (1939-1945), Trilogie 1/3
- Civil War Battlefields: Discovering America's Hallowed Ground (2006)
- The Steel Wave (2008) – Seconde guerre mondiale (1939-1945), Trilogie 2/3

* par Michael Shaara, le père de Jeffrey Shaara